# Hugo de Sadeleer

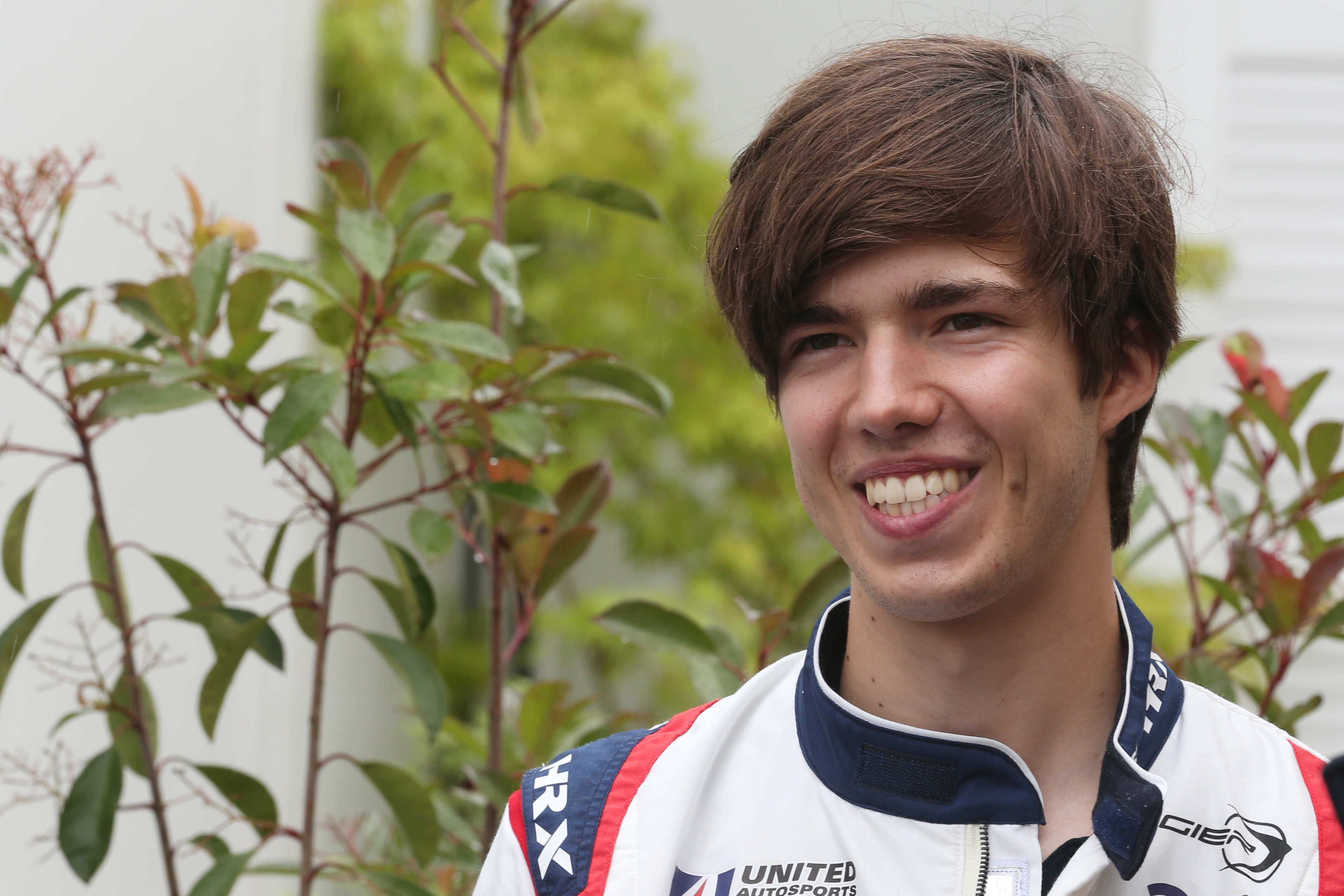
Hugo de Sadeleer beim 24-Stunden-Rennen von Le Mans 2018

Hugo de Sadeleer (* 16. Juli 1997 in Lausanne) ist ein Schweizer Autorennfahrer.

## Karriere als Rennfahrer
Nach Anfängen im Kartsport begann die Monopostokarriere von Hugo de Sadeleer 2012 in der Formel BMW, wo er Achter im Talent Cup wurde. 2015 und 2016 startete er im Formel Renault 2.0 Eurocup. 2016 wurde er Sechster in der Endwertung (Meister Lando Norris).
2017 wechselte de Sadeleer in den Sportwagensport. Er erhielt einen Fahrervertrag bei United Autosports und ging mit deren Ligier JS P217 in der European Le Mans Series an den Start. Von Beginn an war die Zusammenarbeit erfolgreich. Bereits der zweite Renneinsatz endete mit einem Gesamtsieg, als de Sadeleer mit den Partnern Filipe Albuquerque und Will Owen das 4-Stunden-Rennen von Silverstone gewann. Nach weiteren Erfolgen beim 4-Stunden-Rennen auf dem Red Bull Ring beendete das Trio die Saison hinter Memo Rojas und Léo Roussel an der zweiten Stelle der Meisterschaft.
Zweimal war er bisher beim 24-Stunden-Rennen von Le Mans am Start. Nach einem 5. Gesamtrang 2017 beendete er dieses 24-Stunden-Rennen 2018 an der siebten Stelle der Schlusswertung.

## Statistik

### Le-Mans-Ergebnisse
| Jahr | Team              | Fahrzeug       | Teamkollege        | Teamkollege | Platzierung | Ausfallgrund |
| ---- | ----------------- | -------------- | ------------------ | ----------- | ----------- | ------------ |
| 2017 | United Autosports | Ligier JS P217 | Filipe Albuquerque | Will Owen   | Rang 5      |              |
| 2018 | United Autosports | Ligier JS P217 | Juan Pablo Montoya | Will Owen   | Rang 7      |              |